# Macroclinium calceolare
Macroclinium calceolare är en orkidéart som först beskrevs av Leslie Andrew Garay, och fick sitt nu gällande namn av Dodson. Macroclinium calceolare ingår i släktet Macroclinium och familjen orkidéer. Inga underarter finns listade i Catalogue of Life.